# Chrysler 180

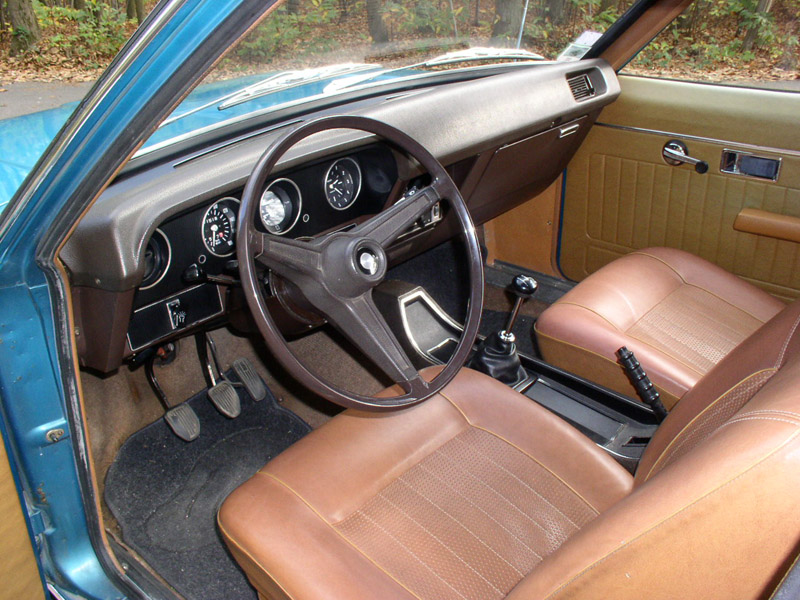
Interior de um Chrysler 160 equipado com transmissão manual

O Chrysler 180 foi o nome base para uma série de sedãs do segmento E produzidos pela Chrysler Europe. Resultante da união dos esforços de desenvolvimento do Rootes Group e Simca, o carro foi produzido de 1970 a 1975 em Poissy, na França, e mais tarde na fábrica da subsidiária Barreiros da Chrysler, na Espanha. O Chrysler 180 também foi a base para um modelo produzido pela Chrysler Austrália, o Chrysler Centura.
Dependendo do motor, os carros foram comercializados como Chrysler 160/180/2 litre, e desde 1977 na França e no resto da Europa continental como Chrysler-Simca 1609/1610/2 litres. Após a aquisição da Chrysler Europe pela PSA Peugeot Citroën, os modelos da Europa continental foram renomeados para Talbot 1610/2 litres para os anos modelo 1979 e 1980, após o qual o modelo foi descontinuado na Europa, com exceção da Espanha, onde um modelo a diesel foi vendido até 1982.
O grande Chrysler de inspiração americana se saiu muito mal nos principais mercados europeus. O substituto do carro foi desenvolvido pela Chrysler Europe sob o codinome C9 e foi finalmente lançado pela PSA como o ainda mais malfadado Talbot Tagora.

## Desenvolvimento
Embora a Chrysler tenha gradualmente assumido o controle financeiro da Simca e do Rootes Group durante a década de 1960, houve pouco esforço para coordenar as operações de ambas as montadoras. Portanto, o primeiro carro comum europeu da Chrysler foi, na verdade, resultado de dois programas de desenvolvimento separados.

### Rootes Group C Car
Em 1966, sob a direção de Roy Axe, o chefe de design, a equipe do Rootes Group começou a trabalhar no que foi internamente chamado de "C Car" (em referência ao menor "B car", que se tornou o Hillman Avenger), um novo carro grande para a Rootes para substituir o Humber Hawk (e o importado australiano Chrysler Valiant, que serviu como um substituto na linha da Rootes após o fim do Hawk em 1967). O plano era comercializar o carro sob três marcas - a versão básica como um Hillman, um 2.0 litros como Sunbeam 2000 e, no topo da linha, um Humber Hawk com um motor de 2,5 L. Um desenvolvimento posterior do C Car com uma plataforma esticada foi planejado, um "D Car", que substituiria o Humber Super Snipe.
O programa de desenvolvimento do Rootes também incluiu o desenvolvimento de um motor V6 totalmente novo, com um ângulo de 60° em V, com duas versões dos cilindrada acima mencionados de 2,0 e 2,5 litros. Havia quatro protótipos Humber Hawk e alguns Hillman Avenger construídos para testar o novo motor. Outras propostas de design incluíam o uso de tubos De Dion para suspensão traseira (como no concorrente Rover P6), bem como uma caixa de câmbio de cinco marchas (que ainda seria um recurso avançado naquela época).
Um dos engenheiros que trabalhou no design do C Car foi Tony Wheeler, que mais tarde foi o fundador dos guias de viagem Lonely Planet.

### Simca Projet 929
Ao mesmo tempo, na França, a Simca estava trabalhando no Projet 929, que seria o primeiro carro grande da Simca desde que o Vedette foi descontinuado em 1961, e também substituiria parcialmente o Simca 1501 em seu papel de Simca topo de linha. O carro não usaria um motor V6, já que o sistema tributário puissance fiscale baseado em cilindrada na França tornaria os custos proibitivos, mas sim unidades de quatro cilindros com especificações mais modestas. Havia três propostas de estilo preparadas para o novo carro. O 929 XA foi estilizado pela equipe de design da Simca, apresentando design angular e proporções bastante pesadas. A Bertone projetou o 929 XB, que era muito mais arredondado e lembrava um pouco os BMWs contemporâneos. Finalmente, o 929 XC foi enviado dos estúdios de design de Detroit da Chrysler e tinha um estilo muito americano, lembrando uma versão menor do que então se tornaria o Chrysler Valiant da Série VE australiana. 

### A decisão
No início de 1969, a Chrysler percebeu que havia na verdade dois carros potencialmente concorrentes sendo desenvolvidos e solicitou que as propostas britânica e francesa fossem apresentadas à gerência geral da Chrysler Europe. A decisão foi tomada para prosseguir com o programa britânico C Car, mas para desenvolver duas versões para a parte britânica e francesa da preocupação. A Chrysler financiou uma nova fábrica junto com um centro de desenvolvimento para o Rootes Group na fábrica de Whitley, em Coventry, onde o desenvolvimento foi continuado. Roy Axe empregou o ex-designer da Chrysler USA Curt Gwinn como designer do projeto, e o C Car assumiu um formato muito semelhante a uma versão ampliada do Hillman Avenger. Os designs iniciais foram inspirados nos Chryslers americanos contemporâneos, com faróis duplos e uma barra de luz na traseira.
Em 1970, no entanto, a Chrysler revisou o programa mais uma vez e decidiu reduzi-lo a apenas uma versão, a ser produzida na fábrica Poissy da Simca na França, para todos os mercados. A responsabilidade pelo programa foi então passada para a Simca (onde ficou conhecido internamente como "Simca 1800"), que deu ao carro uma frente diferente com faróis frontais retangulares simples, bem como retirou do interior alguns recursos propostos pela equipe do Rootes Group, como madeira e couro genuínos e ar condicionado. O desenvolvimento do motor V6 foi descartado, mesmo apesar de, supostamente, £ 31 milhões do orçamento de £ 38 milhões já terem sido gastos, e as ferramentas para o novo motor já terem sido instaladas na fábrica Humber Road da Rootes. Os carros de produção também receberam um eixo traseiro com mola helicoidal mais convencional e amortecedores MacPherson na frente e uma transmissão manual de quatro velocidades (com uma opção de uma automática de três velocidades).

## Marketing

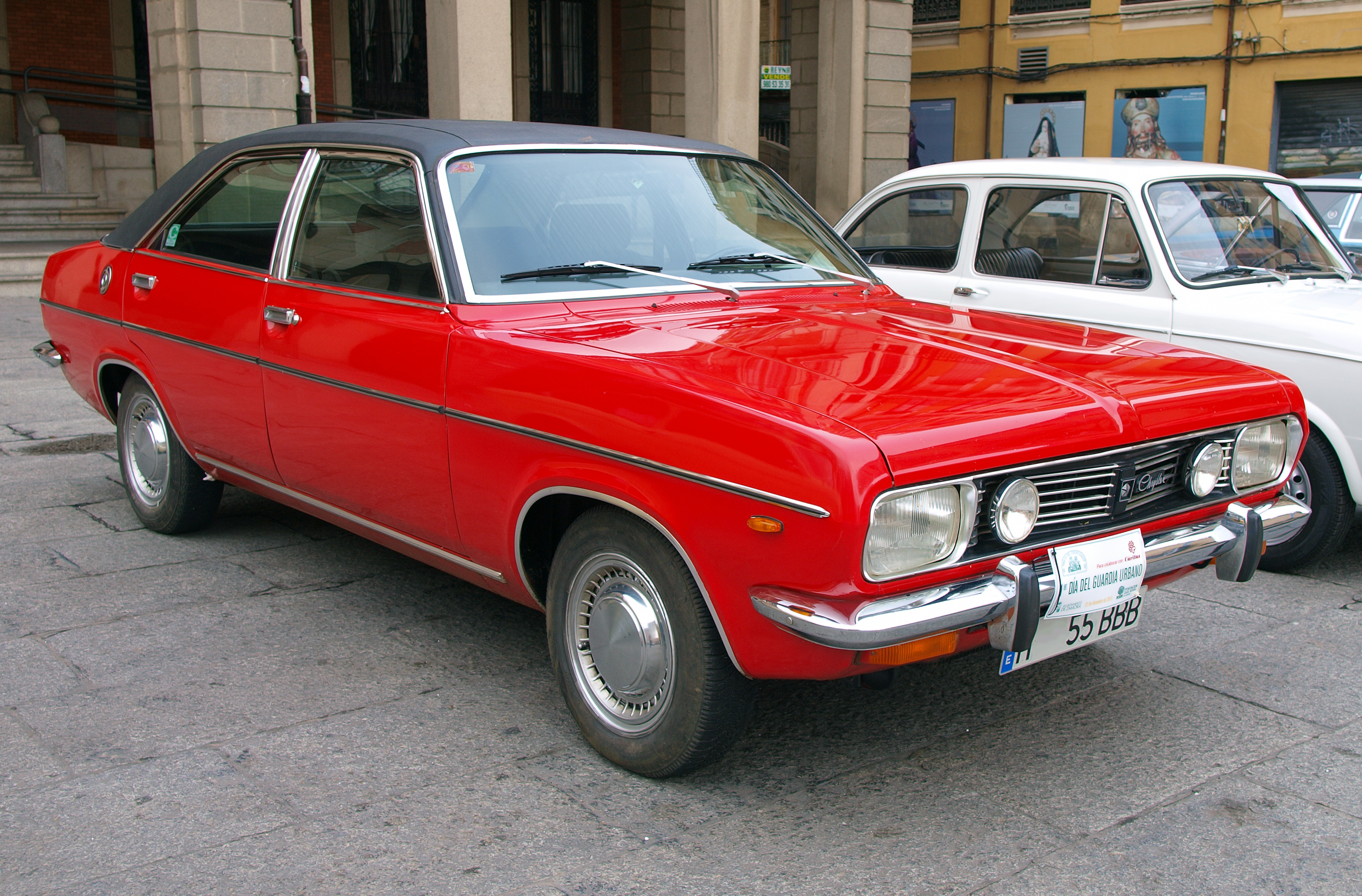
Chrysler 180 de produção espanhola

### Lançamento
Após a renomeação da Simca como "Chrysler France" e da Rootes Group como "Chrysler UK" (que combinadas formaram a Chrysler Europe), o novo carro grande foi o primeiro a liderar o conceito de unificação das ofertas de ambos os lados do Canal sob a marca comum. Assim, o veículo foi lançado como Chrysler 160, 160 GT e 180. De forma semelhante aos modelos Simca, as designações se referiam à cilindrada dos motores empregados pela versão dada. O 160 apresentava a unidade de 1632 cc, enquanto o 180 vinha com a de 1812 cc. No entanto, o modelo 160 GT era equipado com o motor maior. O 160 tem 80 cv, enquanto o 160 GT e o 180 têm 97 cv.
Os três modelos foram introduzidos no Salão do Automóvel de Paris de 1970 sob o slogan "Um americano de Paris". O lançamento britânico ocorreu em 1971, com apenas o 180 disponível. O modelo 2.0 L (comercializado como "Chrysler 2 litros") juntou-se à programação de 1973, revelado no Salão do Automóvel de Amsterdam em fevereiro daquele ano. A unidade de 1981 cc estava disponível apenas com a transmissão automática TorqueFlite da Chrysler (que era uma opção nos modelos 180), e o modelo tinha recursos que o distinguiam das versões menores, incluindo um teto de vinil de comprimento total (que se tornou uma opção para o 160 e 180), luzes de direção auxiliares montadas no para-choque e um pequeno emblema "2L" adornando o pilar C. O 160 e o 180 também ganharam alguns acabamentos cromados e metálicos na parte externa em 1972, e após a introdução do 2.0 litros, todos os modelos apresentavam rodas de 14 polegadas (em vez das anteriores de 13 polegadas) e novas calotas. O 160 GT foi descontinuado na mesma época.

### Reação da imprensa
Um sedã Chrysler 180 foi testado pela revista britânica Motor em abril de 1971, alguns meses após o lançamento do modelo no Reino Unido. A velocidade máxima foi de 162,5 km/h e a aceleração de 0 a 97 km/h levou 12,4 segundos. Um consumo geral de combustível de 8 km/L foi registrado. O carro testado foi classificado em terceiro lugar entre cinco veículos concorrentes do mercado do Reino Unido: concorrentes identificados pela revista, atrás do Ford Cortina Mk III 2000 GXL e do Vauxhall VX 4/90. O tom geral do teste de estrada, escrito em uma época em que novos modelos eram geralmente recebidos com entusiasmo acrítico por jornalistas automotivos do Reino Unido, é resumido em sua descrição do Chrysler 180 como um "carro muito agradável que fica aquém de ser um sedã esportivo de luxo".

### Barreiros

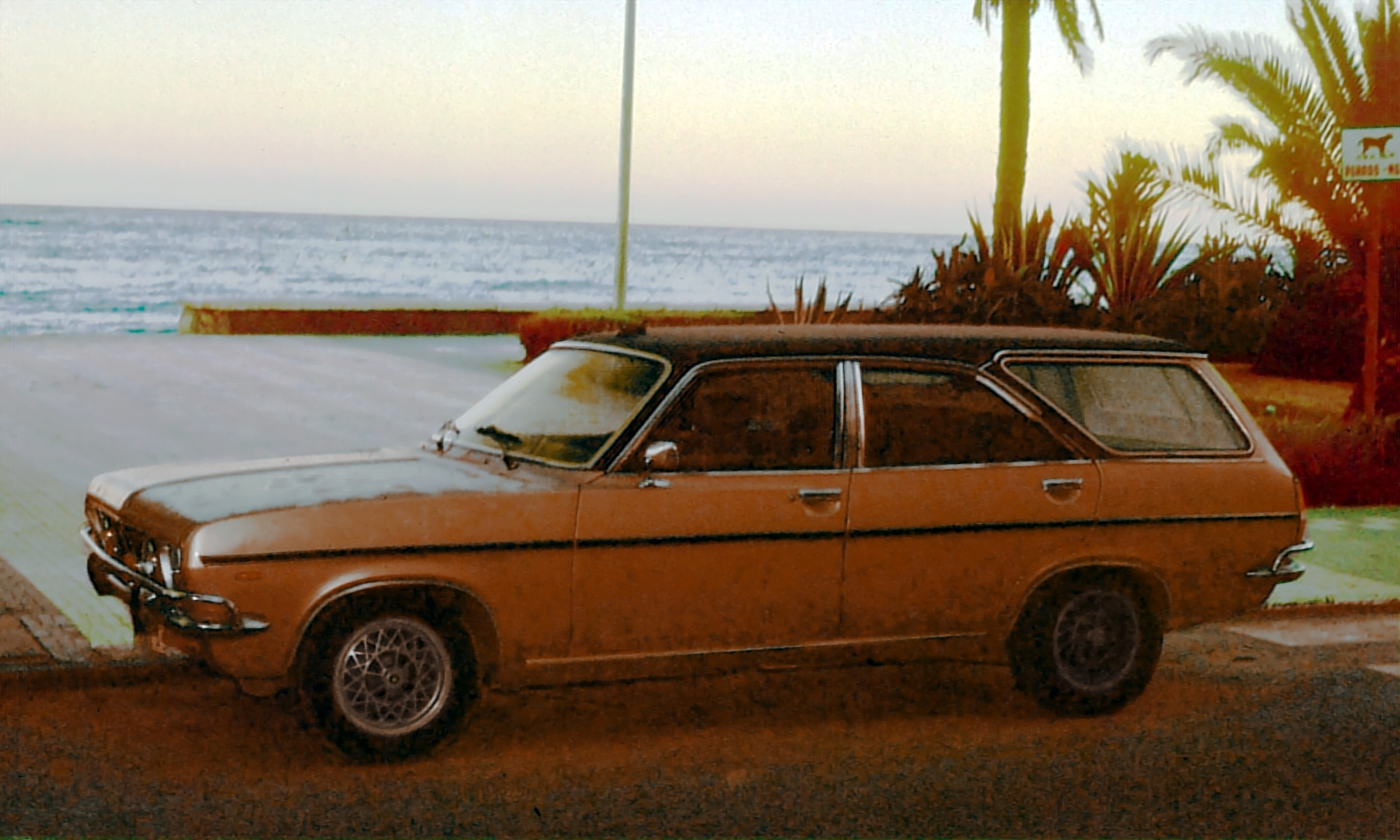
Um Chrysler 180 espanhol convertido para perua

A Chrysler decidiu mover as linhas de montagem da fábrica de Poissy para a fábrica de Villaverde de sua subsidiária espanhola, a Barreiros. A Barreiros vinha montando muitos modelos Simca e Chrysler anteriormente para o mercado espanhol protegido, mas pela primeira vez, ela se tornaria a única fornecedora de toda a linha de modelos para todos os mercados. O veículo se tornou popular em seu novo mercado interno, e as encarroçadoras locais até criaram versões de perua e alongadas do carro. A linha permaneceu praticamente inalterada na maioria dos mercados, embora o 160 não tenha sido oferecido na Espanha, que por sua vez recebeu um novo modelo a diesel, movido pelo motor a diesel Barreiros 2.0 L (não oferecido em outros mercados europeus).

#### Chrysler 180 Diesel
O diesel de quatro cilindros apresentava injeção indireta. Ele era acoplado à transmissão manual de quatro velocidades e entregava 65 cv. O modelo a diesel vinha com o painel de bordo mais básico do 160. Uma mudança na linha espanhola foi forçada pela introdução em novembro de 1978 do sistema tributário espanhol, semelhante ao puissance fiscale da França. A nova faixa de imposto de 13 CV impôs uma taxa de 35% e abrangeu os modelos de 2,0 L a gasolina e a diesel. Enquanto o modelo de 2,0 litros a gasolina foi substituído por uma versão automática do 180, o motor a diesel teve que ser modificado em 1978 para evitar o aumento de impostos. A cilindrada foi reduzida de 2.007 cc para 1.917 cc (sem queda na potência máxima real ou velocidade), logo abaixo da borda da faixa de imposto de 13 CV, que era de 1.920 cc.

### Modelos posteriores
Em 1977, o carro foi oficialmente batizado pela primeira vez como Chrysler-Simca na Europa continental (o emblema Simca apareceu na tampa do porta-malas, enquanto a placa estilizada da Chrysler continuou a adornar a parte frontal). Os modelos individuais foram renomeados para estarem alinhados com a recém-lançada série Simca 1307/1308. Enquanto os dois primeiros dígitos neste sistema de nomenclatura de modelo representavam a cilindrada do motor base (1,6 L no caso do Chrysler 160), os dois últimos representavam a classe fiscal francesa na qual o carro se encaixava. Assim, o modelo 1,6 L se tornou o Chrysler-Simca 1609, pois se encaixava na faixa de imposto francesa de 9 CV (embora este modelo tenha sido realmente retirado da linha do mercado francês), e o 1,8 L, se encaixando uma classe acima, se tornou o Chrysler-Simca 1610, e foi equipado com o teto de vinil e luzes de direção extras do modelo 2,0 L. No entanto, no Reino Unido, onde apenas as versões 180 foram comercializadas, ele manteve seu nome. Para aumentar a confusão, o 2.0 litros manteve seu nome em todos os mercados.

#### Aquisição pela PSA
Em 1979, o grande Chrysler presenciou a venda de sua empresa-mãe, a Chrysler Europe, para a empresa francesa PSA, devido às dificuldades financeiras da Chrysler. Algumas pequenas remodelações na linha foram feitas. O motor 1.8 L foi descontinuado — na França, o 1610 agora incluía o motor 2.0 L (o que o tornava tecnicamente um carro "11 CV", mas o nome não foi alterado), enquanto na Grã-Bretanha o modelo 180 foi simplesmente descartado, com o 2.0 L agora sendo oferecido com transmissão manual ou automática para espelhar a linha continental. Uma pequena mudança nos decalques externos também ocorreu. A partir de 1º de agosto de 1979, a PSA decidiu renomear todos os carros anteriores da Chrysler Europe como Talbots (e Talbot-Simcas no caso dos modelos franceses, para capitalizar a marca estabelecida) e, portanto, o Chrysler-Simca 1609 e 1610 se tornaram Talbot Simca 1609 e 1610, e na Grã-Bretanha, o carro se tornou o Talbot 2 litre. A linha foi vendida por apenas um ano com os novos nomes, pois em 1981 a PSA apresentou um substituto, o novíssimo Talbot Tagora. A Peugeot pretendia originalmente substituí-lo pelo Solara, a versão sedã do Alpine, que foi lançado em abril de 1980.
A produção do Talbot 1610 com motor a gasolina parou na fábrica de Barreiros, mas as versões a diesel continuaram sob o emblema Talbot até 1982 para o mercado espanhol.

## Recepção pelo mercado
O Chrysler 180/2 litros encontrou seu melhor mercado na Espanha depois que a produção foi transferida para lá no final da década de 1970. A Espanha era efetivamente fechada para qualquer produto concorrente não montado na Espanha. O único concorrente significativo montado localmente era o SEAT 132.
O mercado era diferente na França e no Reino Unido. Sua linhagem mista e marca não estabelecida não se encaixavam bem com as expectativas de compradores e críticos mais nacionalistas. Havia pouco que faria o carro se destacar entre a multidão de carros semelhantes, muitos dos quais já tinham uma posição estabelecida na classe. Em 1976, com o número de carros vendidos no Reino Unido ainda não chegando a 10.000, as vendas britânicas se estabilizaram na taxa anual de cerca de 2.000, o que foi visto como abaixo das expectativas da empresa, mas as vendas no Reino Unido foram maiores do que as da França. Na França, as vendas do Chrysler foram tão decepcionantes que o antigo Simca 1501 foi oferecido novamente em 1974 (ele foi mantido em produção após o lançamento da Chrysler, principalmente para mercados de exportação, para usar as peças restantes).
O Auto Katalog alemão observou que o carro tinha semelhança com o Opel Rekord C (o que talvez possa ser dito não apenas de seu estilo, mas também de dimensões quase idênticas e seleção de motor semelhante), mas também apontou que o Rekord em questão era um carro de quatro anos naquela época (e foi posteriormente substituído pelo Rekord D em 1971). No mercado britânico, as chances do carro contra rivais, como o bem-sucedido Rover SD1, também foram prejudicadas pela falta de motores maiores que o 2.0 L, já que os concorrentes ofereciam unidades de seis ou até oito cilindros, não sendo impedidos pelas regulamentações fiscais francesas.
Além disso, a Chrysler parecia não dar suporte ao modelo após seu lançamento. A publicidade era limitada e as atualizações escassas e insignificantes. A Chrysler não disponibilizou um modelo de luxo com recursos como vidros elétricos ou travas elétricas, embora todos estivessem disponíveis no Simca 1307 menor, lançado na época em que o 180 estava no meio do ciclo. Ele recebeu uma luz de aviso de combustível baixo que acendia quando restavam alguns galões de combustível no tanque, um recurso incomum na época.

## Chrysler Centura

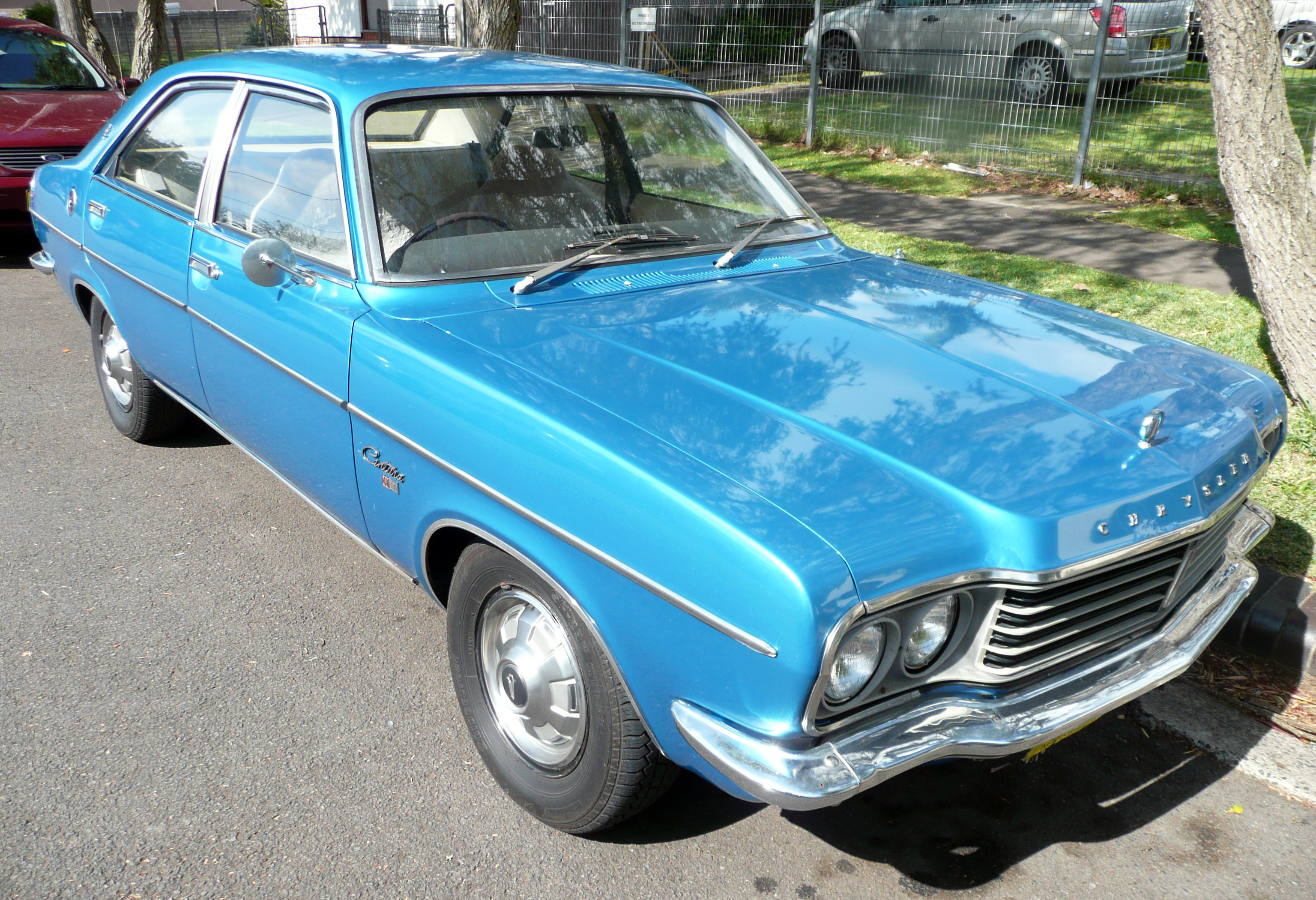
Chrysler Centura GL (KC) 1977-1978

Uma variante do Chrysler 180 foi produzida na Austrália de 1975 a 1978 pela Chrysler Australia como o Chrysler Centura. O Centura foi oferecido com uma escolha de motores de 4 cilindros e 6 cilindros acoplados a uma transmissão manual ou automática e foi equipado com uma grade de radiador frontal modificada para permitir mais fluxo de ar para o radiador, e quatro faróis redondos para completar a transformação.